# زک وینر
زک وینر (انگلیسی: Zak Vyner؛ زادهٔ ۱۴ مهٔ ۱۹۹۷) بازیکن فوتبال است.
از باشگاه‌هایی که در آن بازی کرده‌است می‌توان به باشگاه فوتبال بریستول سیتی اشاره کرد.